# Elecciones presidenciales de Seychelles de 2020
Las elecciones presidenciales de Seychelles de 2020 se llevaron a cabo entre el 22 y el 24 de octubre del mencionado año con el objetivo de revalidar la presidencia de la República para el período 2020-2025. En simultáneo, por medio de un acuerdo entre el gobierno y la oposición, se realizaron las elecciones parlamentarias, la primera vez que ambos comicios coincidieron desde 1998. Fueron las séptimas elecciones presidenciales desde la democratización, así como las décimas desde la instauración de la presidencia electa.
El presidente en ejercicio, Danny Faure, que había asumido después de la renuncia de James Michel en octubre de 2016, se postuló como candidato del partido Seychelles Unidas (US), sucesor del Partido Popular disuelto en 2018, formación gobernante del país bajo distintos nombres desde 1977. Su principal oponente sería el parlamentario opositor Wavel Ramkalawan, del Partido Nacional de Seychelles (SNP), que se presentó por sexta vez consecutiva, esta vez con el apoyo de la Unión Democrática Seychellense (LDS), la cual había obtenido la mayoría parlamentaria en las elecciones de 2016. Ambas formaciones sufrieron escisiones antes de los comicios, con el exministro de Turismo y Cultura Alain St Ange postulándose por el partido Una Seychelles, y el expresidente de la Asamblea Nacional de mayoría opositora Patrick Pillay intentando presentarse por el partido Alianza Seychellense sin éxito, luego de que fracasara en obtener la cantidad de firmas requeridas.
La campaña se realizó en el marco de la pandemia global de COVID-19 (a pesar de la poca cantidad de casos documentados en el propio país) y se implementaron numerosas restricciones al contacto social, en particular con la prohibición de los mítines electorales públicos. Por tal motivo, el proselitismo se realizó en su mayoría por medio de las redes sociales. Destacó también la realización de los primeros debates presidenciales televisados de la historia del país, que tuvieron lugar entre los tres candidatos los días 9 y 16 de octubre. La votación se realizó en las islas más pequeñas del país en los días 22 y 23 de octubre, mientras que el 24 de octubre votaron las tres islas principales (Mahé, Praslin y La Digue).
Aunque algunas predicciones y análisis preelectorales anticiparon una contienda mucho más cerrada, el resultado fue una amplia victoria para Ramkalawan, que logró el 54,91% de los votos válidamente emitidos, evitando de este modo una segunda vuelta electoral. Simultáneamente, la Unión Democrática Seychellense obtuvo un rotundo triunfo en los comicios parlamentarios, garantizándole al gobierno entrante una mayoría de dos tercios. Faure se ubicó en segundo puesto con el 43,51% de los sufragios, convirtiéndose en el primer presidente en ejercicio en perder la reelección en este país. El tercer lugar correspondió a St Ange, que logró solo el 1,58% de las preferencias. La participación fue del 88,45% del electorado registrado. Ramkalawan fue juramentado al día siguiente de constatarse su victoria, protagonizando el primer traspaso de mando entre dos presidentes de distintos partidos por medios democráticos en la historia del país.

## Antecedentes
Desde 1977, un año después de su independencia, la República de Seychelles fue gobernada por el mismo partido político bajo los nombres de Frente Progresista del Pueblo de Seychelles (1977-2009), Partido Popular (2009-2018) y finalmente, Seychelles Unidas. La formación gobernó como partido único en el marco de un régimen socialista hasta 1991, cuando el país accedió al multipartidismo, y ganó las elecciones presidenciales de 1993, 1998, 2001, 2006,  2011 y 2015, así como los comicios parlamentarios, con France-Albert René (1977-2004), James Michel (2004-2016) y Danny Faure (2016-2020) como presidentes. Las elecciones de 2015 finalizaron con una segunda vuelta electoral entre Michel y Wavel Ramkalawan, del Partido Nacional de Seychelles (SNP), en la que el presidente en ejercicio resultó reelegido con solo 193 votos de ventaja, lo que desató denuncias de fraude electoral.
Meses más tarde, de cara a las elecciones parlamentarias de septiembre de 2016, la oposición configuró por primera vez una coalición electoral formal, la Unión Democrática Seychellense (Linyon Demokratik Seselwa), compuesta por el Partido Nacional de Seychelles (SNP), la Alianza Seychellense (LS), el Partido Seychellense por la Justicia Social y la Democracia (SPSJD) y el Partido Unido de Seychelles (SUP). Esta alianza obtuvo una sorpresiva y estrecha victoria con 19 escaños sobre 14 del partido oficialista. Esta debacle, que implicó la primera derrota electoral del partido gobernante desde su llegada al poder, motivó la renuncia de Michel en octubre, y su reemplazo por el vicepresidente Danny Faure. El gobierno de Faure debió operar en el marco de una «cohabitación» con una Asamblea Nacional de mayoría opositora, lo que condujo a pedidos reiterados para el adelanto de las elecciones presidenciales, y a manifestaciones recurrentes por parte de la LDS exigiendo su renuncia.

## Sistema electoral
El presidente y el vicepresidente de la República de las Seychelles son elegidos por medio de voto popular, directo y secreto en fórmula única para un mandato renovable cuya duración máxima es de cinco años, aunque los comicios pueden ser adelantados. Para ser elegida, una fórmula presidencial debe obtener una mayoría absoluta de votos válidos (50% + 1) en primera instancia. En caso de que ningún binomio alcance este porcentaje de votos, se realizará una segunda vuelta electoral o balotaje entre las dos opciones más votadas, resultando electa la que reciba mayor número de votos.
Los resultados de las elecciones de 2015, en las cuales por primera vez fue necesaria una segunda vuelta para desempatar la votación presidencial, provocaron un debate con respecto al registro de los votos en blanco o anulados para determinar la elección presidencial. Alexia Amesbury, abogada y dirigente de la Unión Democrática Seychellense, sostuvo que, basándose en una interpretación de la sección quinta del anexo tres de la constitución seychellense, que prevé que el presidente debe ser elegido «por mayoría absoluta de votos», el mandatario James Michel no había sido reelecto de manera legítima debido a que la sumatoria de los votos de Wavel Ramkalawan y los votos en blanco o anulados lo aventajaba por escaso margen, privándolo de dicha mayoría. Sin embargo, la idea fue desestimada cuando la justicia determinó que los porcentajes electorales se obtienen en base a los votos válidos emitidos.

## Candidaturas

### Unión Democrática Seychellense
| |                                                             |
| |                                                             |
| Wavel Ramkalawan | Ahmed Afif                                                  |
| para presidente | para vicepresidente                                         |
| |                                                             |
| Miembro de la Asamblea Nacional por Saint Louis (2016-2020) | Miembro de la Asamblea Nacional por Anse Etoile (2016-2020) |
| Partidos integrantes de la alianza: - Partido Nacional de Seychelles - Alianza Seychellense (facción) - Partido Seychellense por la Justicia Social y la Democracia - Partido Unido de Seychelles |                                                             |

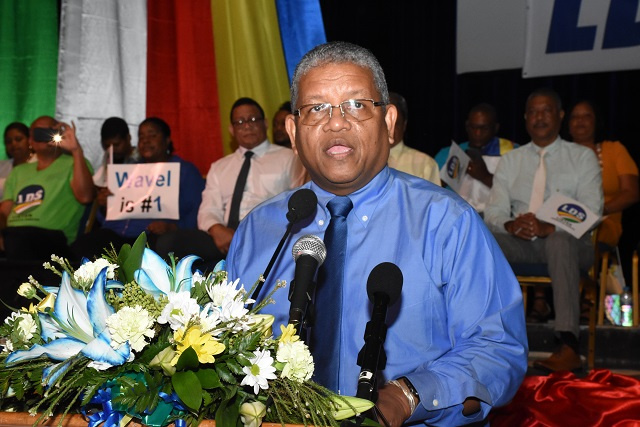
Wavel Ramkalawan tras recibir la nominación de la Unión Democrática Seychellense.

La coalición Linyon Demokratik Seselwa (Alianza o Unión Democrática Seychellense) se había formado en diciembre de 2015 como «Unión por el Cambio» para disputar la segunda vuelta de las elecciones presidenciales de 2015. El Partido Nacional de Seychelles, dirigido por el reverendo Wavel Ramkalawan, era la principal fuerza de oposición del país desde 1998, y Ramkalawan se había ubicado en segundo puesto en todas las elecciones presidenciales desde entonces. La Alianza Seychellense (LS) de Patrick Pillay y el Partido Seychellense para la Justicia Social y la Democracia (SPSJD) de Alexia Amesbury, habían obtenido el 14,19 y el 1,37% de los votos en la primera vuelta, sumando un 50,89% junto con el 35,33% obtenido por Ramkalawan. La estrecha derrota de la coalición en la segunda vuelta motivó denuncias de fraude electoral contra el gobierno de James Michel, favoreciendo una mayor cooperación entre las distintas fuerzas opositoras, que culminó con el establecimiento de la alianza formal. Después de las elecciones parlamentarias de 2016, en las que la coalición tuvo una estrecha victoria, se produjo una cohabitación entre el gobierno del Partido Popular y la Asamblea Nacional de mayoría opositora. A pesar de esto, la mayoría de las leyes gubernamentales fueron aprobadas, la relación de trabajo entre Faure y Ramkalawan (en calidad de líder de la oposición) se mostró fluida, con la realización de reuniones periódicas entre ambos. Un informe anual de Freedom House publicado a principios de 2020 consideró que la cohabitación había ayudado a incrementar el pluralismo en las decisiones del gobierno.
A partir de 2018, la LDS comenzó a sufrir problemas internos cuando Patrick Pillay, líder de la LS y presidente de la Asamblea Nacional, dimitió de su escaño en enero y retiró a su partido de la coalición el 14 de febrero del mismo año. Sus principales justificaciones fueron que la cohabitación «no estaba funcionando», pero que los demás partidos no estaban de acuerdo con el suyo sobre presionar a Faure para que convocara a elecciones presidenciales anticipadas. Sin embargo, el secretario general del partido, Ahmed Afif, declaró que el retiro del partido era «ilegal» y que no se estaba realizando de acuerdo con la constitución partidaria, pues no se había realizado una discusión interna previa a tomar la decisión. Un sector del partido conducido por Afif permaneció como parte de la LDS, mientras que el resto se separó bajo el liderazgo de Pillay. El propio Pillay declaró que consideraba que él, en calidad de líder del partido, no tenía que «consultar a todo el mundo» para ciertas decisiones.
La idea de que Ramkalawan sería candidato de nuevo a la presidencia fue objeto de especulación mediática durante todo el período posterior a las elecciones presidenciales. El propio Ramkalawan manifestó su interés en ser candidato por sexta vez consecutiva el 19 de enero de 2018, dos años y nueve meses antes de los comicios, bajo la premisa de que consideraba que su cargo como líder de la oposición implicaba la «responsabilidad» de intentar ser candidato. Durante una entrevista en mayo de 2019, poco después de reafirmar su intención de ser candidato, Ramkalawan cuestionó la validez de los «falsos partidos de oposición» que querían evitar que un candidato fuerte contra el gobierno obtuviera una mayoría absoluta en primera vuelta, para así «convertirse en hacedores de reyes y forzarnos a negociar», afirmando que las terceras formaciones lo veían como un enemigo y no como un potencial aliado.

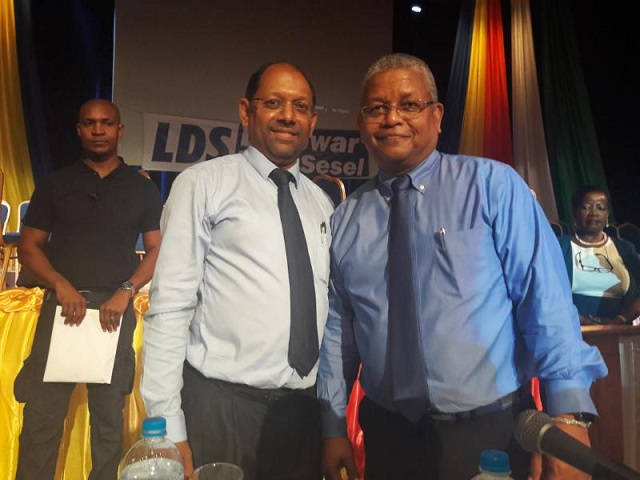
Ramkalawan junto a Ahmed Afif, su compañero de fórmula.

La fecha límite para que los aspirantes a la candidatura por la LDS se presentaran se fijó el 31 de agosto de 2019. De acuerdo con el procedimiento del partido, la solicitud debía luego ser aprobada por el Consejo Ejecutivo del partido. Sin embargo, Ramkalawan fue el único precandidato en expresar su interés, entregando sus documentos de nominación el 22 de julio. Su candidatura fue aprobada con facilidad y finalmente respaldada por unanimidad durante un Congreso Partidario de la coalición el 15 de septiembre. Durante el mismo Congreso, se le permitió a Ramkalawan escoger a su compañero de fórmula allí mismo. Fue la primera vez que las fuerzas opositoras lograron consensuar una sola candidatura, algo que no habían conseguido antes de la primera vuelta de 2015.
Prácticamente desde el momento de declarar su intención de ser candidato, Ramkalawan manifestó que su opción predilecta para ser su compañero de fórmula era Ahmed Afif, debido a lo que describió com «una sólida relación de trabajo» y a los elevados conocimientos políticos de este. Ambos fueron proclamados como el binomio presidencial de la coalición opositora en el mismo Congreso, donde también se dio a conocer el eslogan electoral de la LDS: «Wavel 2020». En su discuso de aceptación, Ramkalawan agradeció a los partidos de la coalición por apoyar su candidatura, y pidió a todos los integrantes que realizaran campaña unidos, a fin de garantizar el triunfo. Al mismo tiempo, pidió una campaña «tranquila» y llamó a sus partidarios a respetar a los candidatos de otros partidos, afirmando: «No nos bajemos al nivel de nuestros oponentes si estos deciden hacer una campaña sucia con insultos y amenazas. Nosotros, la LDS, estamos limpios, nuestras manos están limpias y no tenemos nada que esconder. Mantengamos nuestra dignidad y respeto y establezcamos los estándares que queremos ver para el país».
Después de su nueva proclamación, Ramkalawan denunció intentos del oficialismo para «manchar su imagen», destacando una supuesta revisión ilegal a su equipaje en el Aeropuerto Internacional de Pointe Laure por parte de la Oficina Antinarcóticos el 8 de febrero de 2020, que la LDS cuestionó como políticamente motivado. El presidente Faure nombró una comisión para investigar el asunto, la cual llegó a la conclusión de que la revisión a Ramkalawan no se había realizado conforme a los procedimientos legales.

### Seychelles Unidas
|                                                          |                                                                                   |
| Danny Faure                                              | Maurice Loustau-Lalanne                                                           |
| para presidente                                          | para vicepresidente                                                               |
|                                                          |                                                                                   |
| Presidente de la República de las Seychelles (2016-2020) | Ministro de Finanzas, Comercio, Inversiones y Planificación Económica (2018-2020) |
|                                                          |                                                                                   |

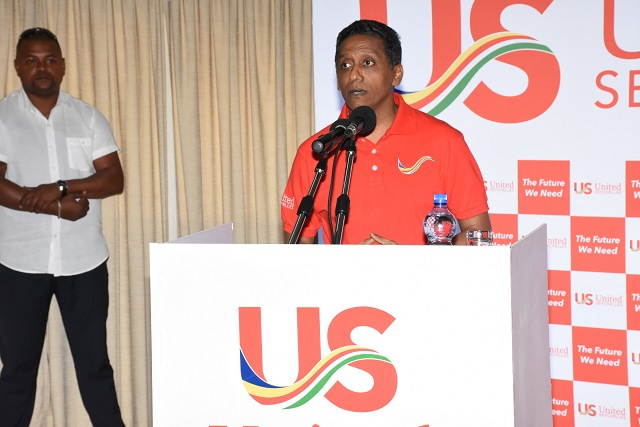
El presidente Danny Faure durante su discurso de aceptación tras ser postulado como candidato del partido Seychelles Unidas.

Después de la derrota electoral en las elecciones parlamentarias de 2016, el Partido Popular (Parti Lepep), partido dominante de la nación insular desde 1977, emprendió un proceso de renovación durante la presidencia de Danny Faure, que culminó con su cambio de nombre a Seychelles Unidas el 25 de noviembre de 2018, junto con la promulgación de una nueva constitución partidaria. Se trató del tercer cambio de nombre del partido, luego de haberse llamado Partido Popular Unido de Seychelles (1964-1977), Frente Progresista del Pueblo de Seychelles (1977-2009) y finalmente Partido Popular. Faure se había «distanciado» del partido durante su presidencia, en gran medida para perfilarse como un mandatario neutral y conseguir consensos con la Asamblea Nacional de mayoría opositora. Pese a esto último, se esperaba se presentara como candidato presidencial de Seychelles Unidas para un mandato completo en las siguientes elecciones prácticamente desde el momento en el que sucedió a Michel. Sin embargo, Faure no se expidió al respecto durante más de la mitad de su mandato, y los primeros meses del año 2019 mostraron varias especulaciones mediáticas sobre si se presentaría o no a los comicios. Finalmente, confirmó su intención de postularse el 27 de mayo de 2019, durante un discurso televisado, solicitando también a su partido que apoyara su candidatura.
La candidatura de Faure debía ser aprobada después de la elección de un nuevo Congreso Partidario en julio. A finales de junio, el partido Seychelles Unidas inició su organización interna de cara a las elecciones de 2020. Se realizó de este modo un proceso de inscripción para que «todos los miembros que tuvieran interés en presentarse» pudieran anunciar su precandidatura ante las autoridades partidarias, para lo cual necesitarían presentar el aval de al menos 100 afiliados, una declaración jurada y documentos sobre su «visión del país» de acuerdo con la constitución del partido, para posteriormente ser sometidos a la aprobación del Comité de Ética. El 16 de julio, el director ejecutivo del partido, Andy Jean-Louis, confirmó que Faure fue el único precandidato en anunciar su interés en postularse, presentando 185 avales. El 24 de agosto tuvo lugar el trigésimo tercer Congreso del partido, durante el cual se proclamó formalmente a Faure como candidato de cara a los comicios de 2020, con más de un año de antelación, y se estableció el plazo de un año (hasta el siguiente Congreso) para que Faure seleccionara a su compañero de fórmula, el cual tendría que ser aprobado por el Congreso sin necesidad de recolectar avales de afiliados.
En su discurso de aceptación de la candidatura, Faure declaró que su regreso a Seychelles Unidas implicaba: «volver a casa, a mi familia, al partido donde nací y me crie y donde permaneceré». Justificó su decisión de apartarse de la política partidaria durante su presidencia como uno de varios «compromisos difíciles» que debió tomar por la necesidad de defender los intereses y la unidad del país, pero declaró que la visión del partido para el país siempre le pareció «sagrada». Faure se comprometió a mantener un gobierno «inclusivo y transparente, en el que todos sean responsables», y declaró que los seychellenses estaban cansados y frustrados de la política divisiva y polarizante. La campaña presidencial de Faure se lanzó formalmente el 26 de enero de 2020 con un acto masivo en el Centro Internacional de Conferencias de Victoria, que contó con la presencia de seiscientas personas. Durante la concentración se dio a conocer el lema oficial de la campaña: «El Futuro es Faure - 2020 y más allá» (en inglés: «The Future is Faure - 2020 & Beyond»), y se explicaron varios de los ejes de campaña que abordaría el partido. Faure centró su discurso en las problemáticas de vivienda experimentadas por la población y en el combate al tráfico de drogas.

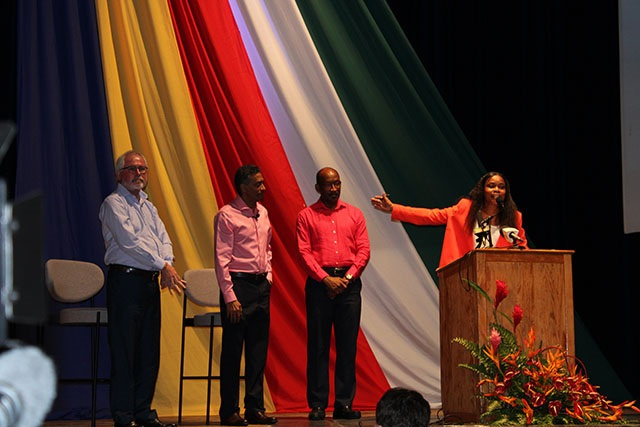
Maurice Loustau-Lalanne (primero a la izquierda), durante su proclamación como compañero de fórmula de Faure.

Luego de que el vicepresidente en ejercicio Vincent Meriton confirmara que no buscaría la reelección como compañero de fórmula de Faure, el partido Seychelles Unidas dio a Faure un plazo para que seleccionara a un candidato a vicepresidente. El 8 de julio de 2020, el partido anunció que durante el Congreso anual del 1 de agosto se completaría el binomio presidencial. Dada la reforma constitucional de 2017 que había prohibido expresamente la transferencia de poder electoral de un presidente a un vicepresidente, el nombramiento del compañero de fórmula cobró menos importancia en el panorama electoral. El 16 de julio, Faure anunció que su compañero de fórmula sería el ministro de Finanzas, Comercio, Inversiones y Planificación Económica Maurice Loustau-Lalanne, quien no era miembro de Seychelles Unidas al momento de su nominación. Faure describió en un comunicado a Loustau-Lalanne como «un distinguido servidor público con muchas experiencias y que ha servido al gobierno durante varias décadas en varias capacidades». El 1 de agosto, durante el trigésimo cuarto Congreso Partidario anual de Seychelles Unidas, Loustau-Lalanne fue formalmente presentado ante los 200 delegados como aspirante a la postulación, siendo en última instancia proclamado candidato a la vicepresidencia por aclamación.
Además del partido Seychelles Unidas, la fórmula Faure/Loustau-Lalanne recibió un apoyo tardío el 29 de septiembre por parte del partido Alianza Seychellense (LS), del expresidente de la Asamblea Nacional, Patrick Pillay, luego de que este último fracasara en presentar su propia candidatura (véase la sección "Otros candidatos"). Pillay declaró que su objetivo dentro de la Unión Democrática Seychellense, que era lograr la renuncia de James Michel, ya se había cumplido en 2016, y que consideraba que las políticas de Faure eran beneficiosas para Seychelles, cuestionando «la necesidad de traer a otras personas» cuando «se le ha dado al país semejante oportunidad», y declaró que quería que el país fuera dirigido por «un presidente fuerte y una Asamblea Nacional fuerte». A pesar del apoyo al binomio presidencial de Seychelles Unidas, la Alianza Seychellense postuló tres candidatos en las elecciones parlamentarias, ninguno de los cuales resultó electo.

### Una Seychelles
| Una Seychelles                            |                                                                     |
| Alain St Ange                             | Peter Sinon                                                         |
| para presidente                           | para vicepresidente                                                 |
|                                           |                                                                     |
| Ministro de Turismo y Cultura (2012-2016) | Ministro de Inversiones, Recursos Naturales e Industria (2010-2015) |

El partido Una Seychelles (One Seychelles) fue fundado por el exministro de Turismo, Aviación Civil, Puertos y Marina Alain St Ange en abril de 2019 como una escisión de Seychelles Unidas. St Ange se había retirado del oficialismo después del fracaso de su candidatura a la Secretaría General de la Organización Mundial del Turismo. El partido se configuró con una plataforma progresista y pragmática, declarando su intención de presentar candidatos «adecuados» por encima de «sus ideas». Peter Sinon, que había ejercido como ministro de Inversiones, Recursos Naturales e Industria entre 2010 y 2015 en el gobierno de James Michel, fue elegido Secretario General de la formación. El 27 de junio de 2020 tuvo lugar una Convención Nacional del partido, que proclamó de manera formal a St Ange y Sinon como sus candidatos a presidente y vicepresidente respectivamente de cara a las elecciones. Al mismo tiempo, se lanzó el semanario Zilwa, a cargo de difundir la visión del partido, así como su manifiesto electoral, titulado «Poniendo a Seychelles Primero» (en inglés: «Putting Seychellois First»). En su discurso de aceptación de la nominación, St Ange declaró que estaba dispuesto a dar lo mejor de sí para «ayudar a reconstruir la economía y preservar los logros, la independencia, la soberanía y la dignidad de Seychelles y su pueblo».

### Otros candidatos
Después de renunciar como presidente de la Asamblea Nacional a principios de 2018, Patrick Pillay manifestó en varias ocasiones su intención de presentarse como candidato en las elecciones presidenciales por fuera de la LDS, apoyado solo por su partido, la Alianza Seychellense (LS). En mayo de 2019, Pillay desmintió una serie de rumores sobre su supuesta mala salud, calificando estos como una «campaña de susurros». Sin embargo, el 7 de octubre, se sometió a una cirugía de marcapasos en Sri Lanka. Pillay confirmó su recuperación exitosa y retornó a Seychelles días más tarde, concediendo una entrevista en la que buscó nuevamente perfilarse como un candidato potencial, anunciando que LS realizaría su convención partidaria a principios de 2020. Pillay expresó su conformidad con las fechas propuestas por la Comisión Electoral para la realización de las elecciones generales en octubre y anunció al mismo tiempo su candidatura.
Otro dirigente que expresó su intención de ser candidato fue Ralph Volcère, antiguo líder del Partido Unido de Seychelles que ya había sido candidato en las elecciones en 2011. Volcère manifestó su intención de presentarse como independiente el 19 de agosto de 2020. Retiró su postulación el 14 de septiembre, alegando que prefería presentarse como candidato a la Asamblea Nacional.

## Novedades electorales

### Propuesta de votación en el extranjero
En el mismo discurso televisado en el que confirmó su propia candidatura, el presidente Faure anunció su propuesta de introducir la posibilidad del voto para los ciudadanos seychellenses residentes en el extranjero, algo que según él estaba expresamente prohibido por la constitución de 1993. Faure expresó su voluntad de someter la cuestión a referéndum, para lo cual envió una carta a la Comisión Electoral convocándolo. Con una mayoría del 60% de los votos, la propuesta de enmienda constitucional se giraría a la Asamblea Nacional para su aprobación. La modificación hubiera amplificado exponencialmente el electorado disponible, pues la diáspora seychellense asciende a 30.000 personas, lo que representaría más de un cuarto del electorado potencial.
La propuesta, sin embargo, se encontró con reacciones mixtas por parte de la oposición (con mayoría en el legislativo). Roger Mancienne, del SNP y líder informal de la coalición opositora, declaró que la afirmación de Faure de que el voto en el extranjero solo podía introducirse por medio de una enmienda constitucional era incorrecta, pues los electores en el extranjero no podían votar debido a la ley electoral, por lo que la introducción del voto en el exterior solo requeriría modificar dicha ley, sin necesidad de un referéndum. Algunos ciudadanos seychellenses declararon a los medios que consideraban la propuesta como una estratagema por parte del gobierno para ampliar sus posibilidades de ganar los comicios, beneficiándose de los nuevos electores. El líder del partido oficialista Seychelles Unidas, el vicepresidente Vincent Meriton, declaró que quienes debían tomar esa decisión eran «los propios seychellenses, y no los políticos». Ante la posibilidad de una controversia polarizante en torno a sus facultades presidenciales, Faure retiró su solicitud el 3 de junio, anunciando que buscaría un consenso con la Asamblea Nacional para enmendar la legislación electoral a finales de mes.

### Impacto de la pandemia de COVID-19

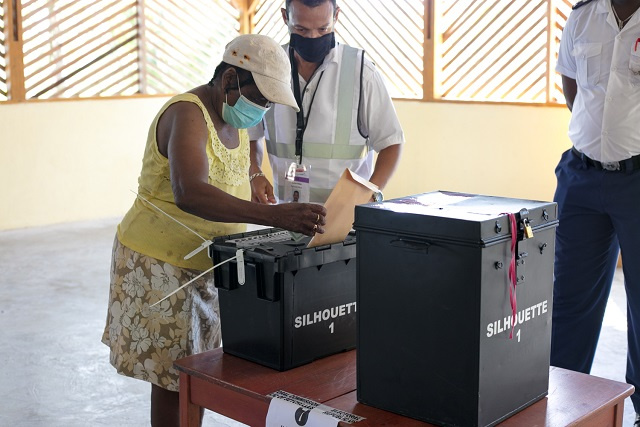
Ciudadana de 81 años de la Isla de Silhouette emite su voto en medio de disposiciones sanitarias para prevenir contagios.

Seychelles fue un país relativamente poco afectado por la pandemia global de COVID-19 iniciada en 2019 y extendida a lo largo de 2020. Al ser un archipiélago geográficamente aislado y alertado a tiempo con respecto a su propagación, el país pudo mantener una baja cantidad de casos, en su mayoría provenientes del exterior. No se reportaron infectados en las islas de Praslin, La Digue, Silhouette y Exteriores. Los primeros dos contagios fueron reportados el 14 de marzo de 2020, dos personas que habían tenido contacto con alguien infectado en Italia.
El 9 de marzo de 2020, antes de que se detectara el primer caso dentro del país, el gobierno de Seychelles anunció el cierre temporal de los cruceros, a la vez que prohibió a todos los ciudadanos viajar a la República Popular China, Corea del Sur, Italia o Irán, con excepción a los residentes que volvieran de estos países. El 8 de abril, tras la detección de un caso en el Aeropuerto Internacional de Seychelles, se anunció una prohibición de viajar, excepto para los trabajadores de servicios esenciales. El aeropuerto no se reabrió hasta el 1 de agosto. Los mítines políticos fueron prohibidos, lo que provocó que la campaña tuviera que llevarse a cabo, en mayor medida, por medio de las redes sociales y los medios de comunicación, aunque se permitió una forma de manifestación moderada bajo la forma de caravanas, las cuales fueron acompañadas por medidas destinadas a prevenir contagios. La realización de las elecciones también tuvo lugar en medio de sistemas de prevención, con la obligatoriedad de usar mascarillas y de mantener un distanciamiento físico.
Las pérdidas económicas que conllevó al país el estallido de la pandemia se consideraron un factor determinante para que el gobierno de Faure y la Asamblea Nacional consensuaran la celebración de comicios legislativos adelantados al mismo tiempo que la presidencia, a fin de reducir costos.

## Campaña

### Nominación de candidatos
El 21 de agosto de 2020, la Comisión Electoral fijó el 16 de septiembre como la fecha para que los candidatos presidenciales presentaran sus documentos de nominación, mientras que los parlamentarios lo harían el 18 de septiembre. Los documentos debían ser presentados en las oficinas de la Comisión Electoral, debiendo acreditarse su ciudadanía y las quinientas firmas de ciudadanos como aval para acceder a la boleta electoral. En el mismo comunicado, el presidente de la Comisión, Danny Lucas, anunció que las boletas electorales serían impresas mediante una imprenta de Dubái.
Faure fue el primer candidato presidencial en registrarse. Acudió caminando desde la Casa del Estado (una diferencia de cinco minutos), flaqueado por el vicepresidente en ejercicio Vincent Meriton (en calidad de presidente del partido Seychelles Unidas) y el candidato a vicepresidente Loustau-Lalanne, y se detuvo a saludar a varios de sus partidarios. Después de presentar sus documentos, Faure declaró antes los medios que los comicios de ese año serían «uno de los más importantes» en la historia de Seychelles, pues se realizaban bajo circunstancias nunca antes vistas, y llamó a la población a formar parte del proceso electoral. Declaró estar «listo para volver a trabajar para Seychelles» si resultaba reelecto, y cuestionó los pedidos de realizar una campaña electoral convencional como peligrosos, aclarando que el mundo no se encontraba en una «situación normal».
Ramkalawan concurrió también en compañía de su compañero de fórmula, Ahmed Afif, y de Roger Mancienne, presidente de la LDS que también había sido candidato a vicepresidente del Partido Nacional de Seychelles en 2015. Ramkalawan, que había disputado ya cinco de las seis elecciones desde el retorno de la democracia multipartidista, ofreció también una declaración en la que instó a los votantes a emitir un «voto reflexivo» y afirmó «no tenerle miedo al trabajo duro», a la hora de gobernar el país. Recordando que estaba por cumplir treinta años desde el inicio de su carrera política, Ramkalawan se comprometió a respetar el resultado electoral y sostuvo que la elección estaba «totalmente en manos del pueblo de Seychelles».
St Ange, del partido Una Seychelles, fue el tercer postulante en presentar sus documentos, en compañía del candidato a vicepresidente y líder del partido Peter Sinon. St Ange se mostró en contra de lo que consideró un «cambio radical» propuesto por «el otro partido de la oposición» (haciendo referencia implícita a la LDS) y comparó esta postura con el golpe de Estado de junio de 1977, afirmando que Una Seychelles proponía el «cambio gradual» que el país necesitaba. A pesar de lo anterior, Sinon declaró ante los medios que el partido se sentía más dispuesto a negociar una coalición con la LDS que con Seychelles Unidas en caso de darse un escenario de segunda vuelta entre Faure y Ramkalawan, aunque expresó que el partido disputaba las elecciones «con la intención de ganarlas».
El último postulante en intentar presentar sus documentos fue Pillay, de la Alianza Seychellense, dos minutos antes de la hora de cierre, acompañado por su compañero de fórmula Weston Wirtz. En sus documentos, Pillay declaró presentar 504 avales. Sin embargo, su postulación fue impugnada por Ramkalawan, que declaró que los documentos de la Alianza solo contenían el aval de 489 votantes y que 25 de ellos no constaban como electores en el registro electoral. Wirtz intentó presentarse a al comisión con una nueva lista de firmas, afirmando que Pillay había olvidado «por error» presentar aquella junto con las otras. La Comisión Electoral desestimó esta lisa sobre la base de que fue presentada fuera de tiempo, y la impugnación de Ramkalawan a la candidatura de Pillay fue aprobada. Finalizada la nominación de candidatos parlamentarios, la Comisión Electoral anunció que Faure, Ramkalawan y St Ange eran candidatos a la presidencia, mientras que la postulación de Pillay fue desestimada. Pillay anunció que disputaría la desestimación por vía judicial, pero al final declinó a favor de Faure.

### Propuestas y actos de campaña

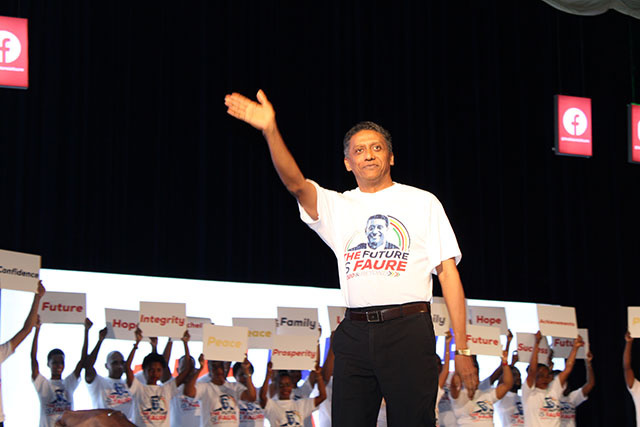
Faure durante el lanzamiento de su campaña, en enero de 2020, bajo el lema «The Future is Faure» (El Futuro es Faure).

La vivienda fue uno de los principales tópicos tratados durante la campaña, mientras que la cuestión sanitaria cobró fuerza tras el surgimiento del COVID-19. Al ser cuestionado sobre lo que podía ofrecer su partido en el poder después de más de cuarenta años de gobierno, Faure destacó su gestión personal, señalando que en los cuatro años previos su administración había incrementado el respeto por las instituciones nacionales, resaltando la presencia «no solo de críticas, sino de autocrítica». Exaltó sus credenciales como servidor público civil, en contraste con sus predecesores (James Michel y France-Albert René), ambos «militares que se convirtieron en presidentes», destacando que, por lo tanto, su administración como comandante en jefe «no estaba influida por la forma militar de hacer las cosas». Sus principales enfoques fueron la propuesta de «despolitizar a la sociedad seychellense», criticando lo que describió como una actitud nociva y victimista por parte de la oposición, que había organizado protestas exigiendo su renuncia durante el período de cohabitación. Faure denunció que la LDS había abusado del control legislativo obtenido en 2016 con el único objetivo de debilitar a su gobierno, afirmando que «habríamos logrado mucho más como país», si la Asamblea Nacional hubiera aprobado sus nombramientos ministeriales.
El presidente describió al coronavirus como «nuestro principal enemigo invisible», y declaró que sería su principal asunto a atender, promoviendo la priorización de los controles sanitarios por sobre la reactivación de la industria turística, principal sector de la economía seychellense. En su manifiesto electoral, Faure prometió que los dos años siguientes de mandato, si resultaba reelegido, los dedicaría especialmente a garantizar a la población alimentos y empleo. Aunque prometió que la vivienda continuaría siendo una de las principales prioridades del gobierno si ganaba las elecciones, admitió que la puesta en práctica de un plan al respecto sería mucho más lento después de la parálisis económica desatada por la pandemia. Faure se opuso a la legalización del cannabis, un debate que se cobró cierto interés durante la campaña. El gobierno fue también criticado por la lentitud de la investigación en curso de la desaparición de un donativo de 50 millones de dólares de los Emiratos Árabes Unidos en 2002, durante la presidencia de René, lo que agitó el debate en torno a la corrupción en el período previo a las elecciones.
El manifiesto de Seychelles Unidas, titulado «Koste pour Sesel» (en español: «Unidos por Seychelles»), defendió la propuesta de Faure de un «Gobierno de Unidad Nacional», bajo la afirmación de que la situación económica y sanitaria a nivel global «no daba lugar a divisiones partidistas». La noción de un gobierno de unidad encabezado por un presidente «no electo» (puesto que Faure había asumido solo por sucesión constitucional) fue sistemáticamente ridiculizada por los demás partidos durante la campaña y gran parte del mandato, realizando manifestaciones que exigían el adelanto de las elecciones bajo la consigna «Danny Out» («Afuera Danny»), siendo esto último una de las principales críticas de Faure a la dirigencia opositora del país.

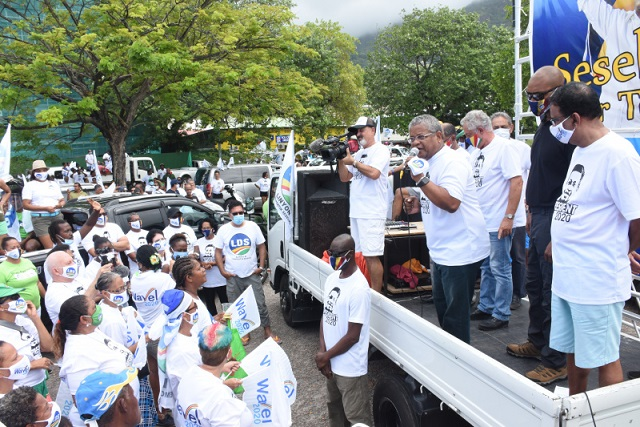
Ramkalawan durante una caranava al momento de lanzar su campaña, agosto de 2020.

Ramkalawan, por su parte, declaró que su idea de la presidencia era que esta debía «servir al pueblo seychellense, y no solo imponer su autoridad», y se describió a sí mismo como alguien que, luego de treinta años dedicándose a la política, no había visto alterada su personalidad ni se había servido indebidamente de su cargo como líder de la Oposición. Ramkalawan señaló que los demás candidatos y partidos lo veían como su principal oponente, criticando a los partidos de la oposición (con refringencias implícitas a Una Seychelles y la Alianza Seychellense) que decidieron postularse por fuera de la LDS y dividir el voto de las fuerzas no oficialistas. Cuando se le preguntó por el motivo de sus reiteradas candidaturas fallidas, Ramkalawan declaró que sus postulaciones se habían realizado luego de que ningún otro dirigente de su partido mostrara interés en presentarse y que su «insistencia» no era más que una demostración de su intención de dar a los seychellenses una alternativa. Sin embargo, remarcando el hecho de que ya tenía 59 años de edad, prometió que este sería su último intento de llegar a la presidencia y que, si fracasaba una sexta vez, no volvería a presentarse, y aseguró que reconocería una victoria de Faure independientemente del margen, pues «creía en la estabilidad del país».
El lanzamiento formal de la campaña opositora tuvo lugar el 3 de agosto de 2020, poco antes de la nominación de candidatos pero poco después de que se consensuara la convocatoria electoral. Debido a que para entonces ya estaban impuestas las medidas restrictivas por causa de la pandemia, el mismo se realizó por medio de una caravana pública, con la concurrencia evitando tocarse entre sí y empleando el uso de mascarillas para quienes no estuvieran dentro de sus vehículos. El lema de campaña de la LDS fue «Seychelles para todos sus hijos» (en criollo seychellense «Sesel pour tou son zanfan»), y la caravana contó con el discurso del propio Ramkalawan y de Roger Mancienne, presidente de la coalición, que declararon que realizarían una campaña conjunta sin alteraciones de cara a ambas elecciones (las presidenciales y las parlamentarias). Ramkalawan se comprometió a luchar contra la corrupción y el robo a las arcas del gobierno, afirmando que estos actos «no serían de ningún modo tolerados» bajo su gobierno.
El manifiesto de la LDS fue publicado el 28 de septiembre de 2020, haciendo hincapié en la generación de políticas para los jóvenes del país, lo que fue reiterado por la mayoría de los candidatos de la coalición. En el lanzamiento del documento, Ramkalawan hizo hincapié en la lucha contra las drogas, en particular en la rehabilitación de los adictos. Al preguntársele con respecto al matrimonio entre personas del mismo sexo, la legalización de la marihuana y la legalización del aborto, Ramkalawan declaró que consideraba que se trataba de «debates necesarios». Aunque no dio una opinión con respecto al aborto, manifestó más apertura que Faure con respecto al debate sobre las drogas, si bien declaró que una solución para el elevado consumo de heroína y cocaína en el país era aumentar los controles fronterizos para evitar el ingreso del narcotráfico. Con respecto a la cuestión de las relaciones homosexuales, despenalizadas en Seychelles en 2016, Ramkalawan declaró que, aunque era un hombre casado heterosexual, reconocía que existían otras orientaciones y veía a las personas como «individuos y personalidades», describiéndose como «una persona que respeta a los demás».

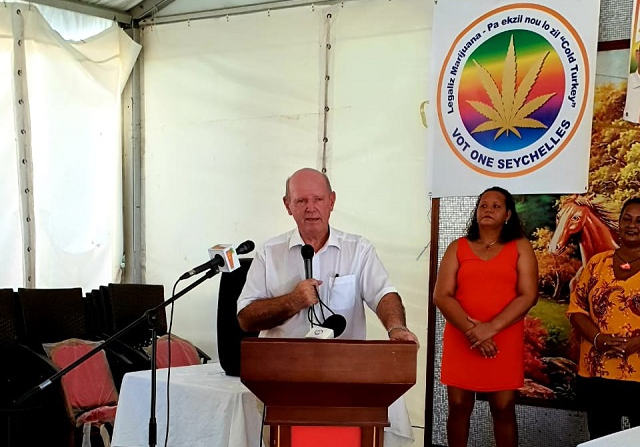
Alain St Ange durante un discurso de campaña.

St Ange realizó una campaña progresista y defendió un concepto de «gobierno de tecnócratas, no de políticos». Bajo este concepto, St Ange se comprometió a encarar la creciente pobreza del país y las consecuencias económicas de la pandemia como su principal prioridad en caso de ganar las elecciones. Declaró que organizaría un gabinete en el que se buscaría colocar en un cargo a «la persona adecuada», sin tener en cuenta sus afiliaciones políticas. Describió los altos costos de vida como uno de los problemas más graves que enfrentaba el país y propuso diversificar la economía, aunque admitió que no se podía sugerir dejar el turismo como principal motor económico sin ser «poco realista». Enfocándose en la cuestión de la vivienda, propuso que el gobierno empleara islas deshabitadas para la construcción de urbanizaciones. Criticó el acuerdo firmado por el gobierno con la Unión Europea, que permitía a sus Estados miembros pescar en aguas seychellenses con relativa libertad, y defendió que «los barcos atuneros de la zona enarbolen la bandera de Seychelles».
Con respecto a las cuestiones sociales resaltadas durante la campaña, St Ange fue el candidato con posturas más explícita y agresivamente abiertas. Favoreció un debate nacional en torno a la «redefinición de la familia» (declarándose un defensor de los derechos LGBT). Aunque describió la despenalización de la «sodomía» en 2016 como un «importante paso», consideró que era necesario revisar las demás leyes que pudieran tomarse como discriminatorias. Uno de los aspectos más destacados por los medios de la campaña de St Ange fue su promesa de buscar la legalización «inmediata» del consumo de cannabis, bajo el alegato de que «hay abogados, médicos y altos funcionarios que la consumen», y que su uso podía impedir que una persona consumiera drogas más duras. St Ange criticó al gobierno por prohibir el cannabis pero permitir la comercialización de sustancias que consideraba más dañinas, como el alcohol y el tabaco.

### Debates televisados
Una de las características destacadas de las elecciones presidenciales de 2020 fue la realización de los primeros debates presidenciales televisados en la historia del país. Se trató de dos debates de noventa minutos que tuvieron lugar el 9 y el 16 de octubre de 2020, a instancias de la Corporación de Radiodifusión de Seychelles (SBC). Fueron moderados por el juez Bernardin Renaud y la periodista Patsy Canaya, contaron con la participación de los tres candidatos y una audiencia de veinte personas, incluyendo los candidatos a vicepresidente. Aunque los candidatos y moderadores sen particular no utilizarían mascarillas, todos los demás asistentes, así como el personal, sí lo harían. Se daría a los candidatos un minuto para responder a cada una de las ocho preguntas sobre distintos temas (entre los cuales se encontraban la educación, la salud, la economía y las relaciones exteriores), luego tendrían cuatro minutos para debatir entre ellos bajo la intervención de los moderadores.
Durante el primer debate, una de las principales cuestiones fue la alta tasa de evasión fiscal del país, así como el elevado empleo informal, el creciente número de ciudadanos que recurrían al bienestar social y el reemplazo de numerosos trabajadores locales por extranjeros. Faure justificó el elevado gasto público bajo su gobierno en el supuesto de que la mayoría de la población recurría a la asistencia social por causa de la pandemia en curso, por lo que esa situación se resolvería gradualmente a medida que la pandemia terminara. Ramkalawan y St Ange estuvieron mayormente de acuerdo en sus opiniones. St Ange criticó que los altos impuestos impedían que muchos ciudadanos pagaran las tarifas, y que por eso no tenían otra opción que recibir asistencia social. Ramkalawan declaró que una gran mayoría del presupuesto enviado a la Asamblea Nacional era destinado al bienestar social, denunciando que «esto indica que tenemos un gobierno que se enorgullece de tener una gran mayoría de la población en la pobreza». En cuestiones de drogas, St Ange reiteró su intención de buscar la despenalización, mientras que Ramkalawan consideró que ese debate correspondía al público y no a los políticos, y Faure se pronunció a favor de controles más duros. En materia económica, Faure defendió su gestión y achacó las problemáticas recientes a la pandemia, mientras que Ramkalawan propuso la diversificación y un enfoque mayor en la industria pesquera por sobre el turismo, así como en la agricultura como fuente de divisas. Aunque de acuerdo en las cuestiones de turismo y pesca, St Ange criticó que Ramkalawan estaba inclinado a negociar con el Club de París y el Fondo Monetario Internacional, y defendió que «nuestras islas deben permanecer bajo el gobierno de Seychelles».
En el segundo debate, se aumentó el límite de tiempo para que cada candidato defendiera su postura de sesenta a noventa segundos, ante las críticas públicas de que el lapso de un minuto era demasiado corto. La primera pregunta se refirió a la cuestión de la vivienda, uno de los principales tópicos de la campaña. Faure declaró que, bajo su mandato, se habían construido hasta 4.000 nuevas unidades y que esperaba una aceleración en la construcción durante los siguientes dos años. Ramkalawan respondió criticando que la cuestión de la vivienda se había politizado demasiado, y que el sistema implementado por el gobierno de Faure alentaba a la gente a tener hijos solo para beneficiarse de él, defendiendo que abolirlo sería «una de las primeras cosas que haría» si ganaba las elecciones. En materia de relaciones exteriores, se preguntó a los candidatos sobre su postura con respecto a los vínculos de Seychelles con la República Popular China y la India. Los tres candidatos estuvieron de acuerdo en que era necesario defender la soberanía del país por encima de recibir ayuda extranjera, pero St Ange y Ramkalawan mantuvieron posturas críticas hacia el gobierno. St Ange declaró: «debemos dejar de recibir regalos de superpotencias, porque una vez que entran, no se van nunca», mientras que Ramkalawan sostuvo que: «Seychelles está rodeada de amigos y pueden ayudarnos, pero la soberanía es sagrada». Faure defendió que había contribuido a mantener al Océano Índico como una «zona de paz», y declaró que muchos de los acuerdos desfavorecedores con superpotencias habían sido heredados de la gestión de James Michel, cuestiones cuya resolución había acordado incluso con Ramkalawan. Ante las preguntas sobre la pérdida de confianza de la población en la fuerza policial, Faure se comprometió a poner la jefatura de policía local bajo la cartera presidencial debido a su condición de funcionario electo, mientras que Ramkalawan se comprometió a «transformar» las fuerzas de seguridad del país para aumentar su profesionalismo, y St Ange criticó que sus sueldos eran demasiado bajos para el trabajo que realizaban.
En general, no se realizaron demasiadas publicaciones por parte de los medios que declararan a alguno de los candidatos como «ganador» de los debates. El periódico Today in Seychelles, realizó preguntas a sus lectores vía Facebook, muchos de los cuales consideraron que Ramkalawan fue el candidato con mejor desempeño en el debate, mientras que Faure tuvo «problemas» para responder por el desgaste de su partido después de cuatro décadas en el poder, mientras que existieron también críticas de que los candidatos opositores habían sido «demasiado suaves» a la hora de cuestionar a Faure. Después del segundo debate, St Ange dirigió una crítica velada a Ramkalawan por haber utilizado sus últimos minutos para realizar un «ataque personal» contra las «terceras fuerzas que se levantan para defender lo correcto», y señaló a los dos candidatos mayoritarios por haberse «escudado» detrás de la pandemia para convencer a la población de votar por ellos, alegando que «la pobreza, aunque agravada por el Covid-19, ya existía mucho antes, cuando el Sr. Faure y el Sr. Ramkalawan controlaban sus respectivos poderes». La misión de observadores de la Fuerza de Reserva del África Oriental (EARF), juzgó que los debates evidenciaban un «alto nivel de madurez política», y elogió a los tres candidatos por su actuación, instándolos a mantener la actitud durante el resto del proceso electoral.

## Jornada electoral

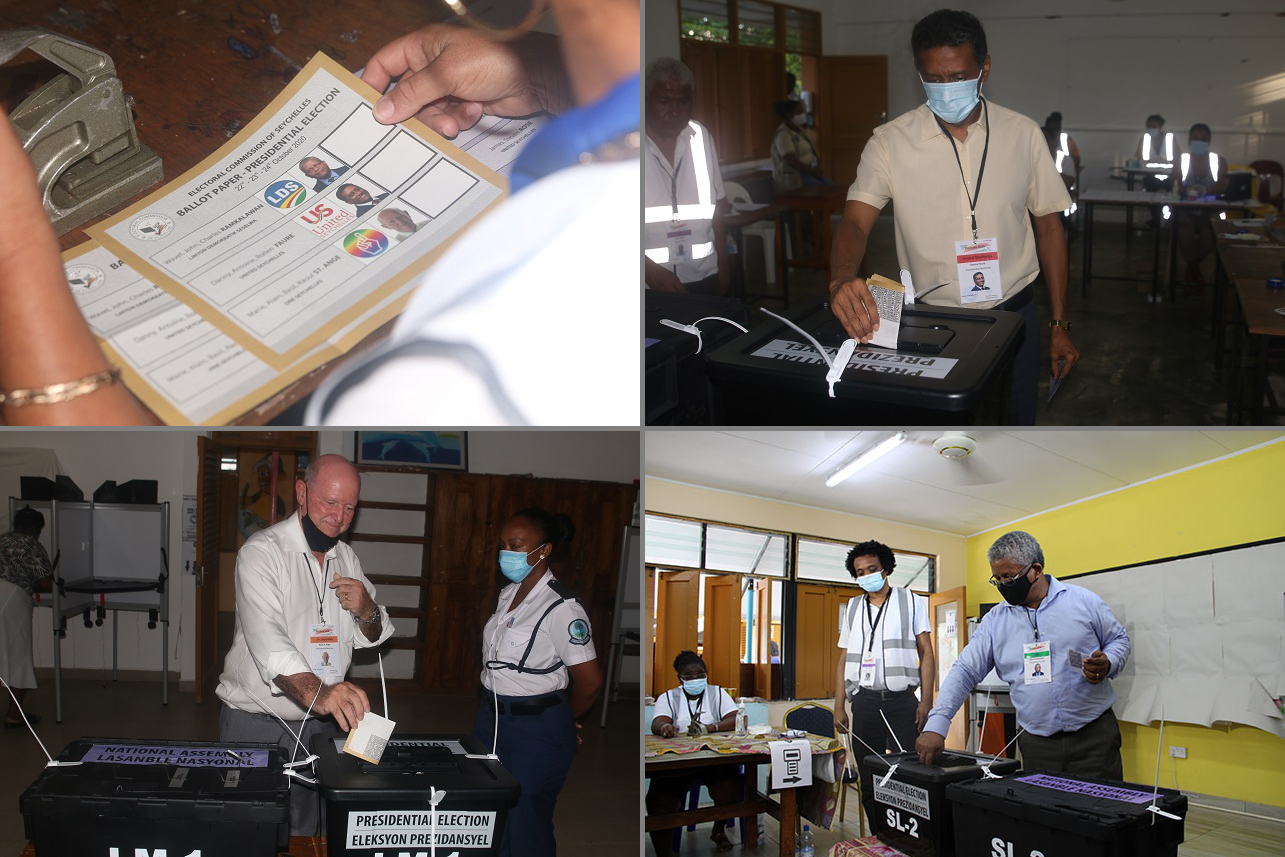
Boleta utilizada (izquierda superior). Faure (derecha superior), St Ange (izquierda inferior) y Ramkalawan (derecha inferior), emiten su voto.

La elección se realizó en los días 22, 23 y 24 de octubre, con gran afluencia de votantes, fundamentalmente por la mañana. El presidente Faure fue el primer candidato presidencial en emitir sufragio, a las 7:00 en el distrito de Beau Vallon, en el norte de la isla de Mahé. Declaró ante los medios que se sentía «casi completamente seguro» de que ganaría las elecciones, pero que respetaría un resultado adverso, y se pasó el resto del día recorriendo los distintos distritos para supervisar la realización de los comicios. El segundo candidato en emitir su voto fue St Ange, en Les Mamelles, cuestionando el hecho de que seis personas en Aldabra no hubieran podido votar, y defendiendo el derecho de toda la población a emitir sufragio. Cerca del mediodía, Ramkalawan votó en Saint Louis, luego de haber pasado la mañana visitando los centros electorales en las islas de Praslin y La Digue, antes de retornar a Mahé. Ramkalawan elogió el trabajo de la Comisión Electoral y declaró que el proceso se estaba realizando «muy bien», advirtiendo que su partido denunciaría cualquier irregularidad que encontraran. Los tres candidatos expresaron su deseo y expectativa de que el proceso se realizara de forma pacífica y justa.
Los observadores internacionales y los partidos políticos en contienda en general elogiaron el manejo de las elecciones por parte de la Comisión Electoral. Hubo algunas críticas de los observadores locales, como el grupo Citizens Democratic Watch Seychelle (CDWS), que denunció prácticas de intimidación y problemas con las listas electorales. Pese a lo anterior, las misiones de observación concluyeron que los comicios se realizaron mayormente de manera pacífica.
Casi un tercio de los votantes registrados emitieron sufragio para el mediodía del 24 de octubre, mientras que un 76,30% lo había hecho para las 18:00 de la jornada final. La participación final de las elecciones presidenciales fue del 88,45% del electorado registrado, una leve caída con respecto al 90,06% que había votado en la segunda vuelta de los comicios presidenciales de 2015, pero un pequeño crecimiento con respecto a las elecciones parlamentarias de 2016, en las que votó un 87,50%.

## Resultados

### Nivel general
En lo que fue considerado un desenlace histórico, el resultado fue un holgado triunfo para Ramkalawan, que logró el 54,91% de los votos válidamente emitidos, superando al presidente Faure, que obtuvo el 43,51%, por 11,40 puntos, una diferencia de 7.384 votos, y evitando de este modo la realización de una segunda vuelta electoral. Debilitado por la polarización entre Faure y Ramkalawan, St Ange recibió solo 1.021 votos, que representaron solo un 1,58%. Ramkalawan obtuvo 4.243 votos más que en la segunda vuelta de 2015, mientras que Faure perdió 3.334 votos con respecto a los logrados por James Michel en dicha instancia y 733 con respecto a la primera vuelta. El crecimiento de Ramkalawan fue de 14.171 con respecto a su candidatura en la primera vuelta, pero de 4.746 con respecto a los votos obtenidos por la totalidad de las candidaturas que constituyeron la Unión por el Cambio posteriormente. Con 35.562 votos exactos, Ramkalawan obtuvo la mayor cantidad de votos absolutos para un presidente electo desde la instauración de la democracia multipartidista, y pasó a encontrarse solo por detrás de los 37.703 obtenidos por France-Albert René en las elecciones de 1989, las últimas en las que imperó el sistema de partido único. La victoria de Ramkalawan coincidió con un abrumador triunfo de la Unión Democrática Seychellense en las elecciones parlamnetarias simultáneas, logrando obtener 25 de 35 escaños en la Asamblea Nacional y asegurando al gobierno entrante una mayoría de dos tercios.
Con respecto al resultado a nivel local, Ramkalawan se impuso en veintidós de los veintiséis distritos del país, mientras que Faure se impuso en los otros cuatro. El mayor triunfo de Ramkalawan en términos porcentuales se dio en el distrito de Beau Vallon (irónicamente, el distrito donde Faure emitió su voto) con un 64,39% de las preferencias. Superó el 60% de los votos en otros tres distritos (Anse Etoile, Bel Ombre y Saint Louis). Faure obtuvo su victoria más amplia en las Islas Exteriores, con un 58,36% de los sufragios válidos, mientras que también triunfó en Roche Caiman, en Mahé, en la Ile Perseverance y en el distrito de Baie Sainte Anne en La Digue. La victoria del presidente en Roche Caiman fue la más ajustada de la elección, con solo 12 votos de diferencia entre Faure y Ramkalawan, y con un 49,35% sobre un 48,67%, el único distrito donde el candidato vencedor no obtuvo mayoría absoluta de los sufragios válidos. St Ange no superó los 63 votos en ningún distrito, y en ninguno los sufragios que obtuvo representaron más del 3%. Faure resultó derrotado incluso en los distritos de Anse Royale y Port Glaud, donde los candidatos uninominales de Seychelles Unidas lograron ganar la votación parlamentaria.
|  | 54.91 % |

|  | 43.51 % |

|  | 1.58 % |

|  | 98.10 % |

|  | 1.90 % |

|  | 100.00 % |

|  | 88.45 % |

### Vencedor por distrito
| Distrito             | Ramkalawan (LDS) | Ramkalawan (LDS) | Faure (US) | Faure (US) | St Ange (OS) | St Ange (OS) | Válidos | Válidos | Nulos | Nulos | Total/Participación | Total/Participación | Total/Participación |
| Distrito             | Votos            | %                | Votos      | %          | Votos        | %            | Válidos | Válidos | Nulos | Nulos | Total/Participación | Total/Participación | Total/Participación |
| -------------------- | ---------------- | ---------------- | ---------- | ---------- | ------------ | ------------ | ------- | ------- | ----- | ----- | ------------------- | ------------------- | ------------------- |
| Anse Aux Pins        | 1.547            | 54,47%           | 1.235      | 43,49%     | 58           | 2,04%        | 2.840   | 97,39%  | 76    | 2,61% | 2.916               | 88,26%              | 3.304               |
| Anse Boileau         | 1.629            | 55,13%           | 1.290      | 43,65%     | 36           | 1,22%        | 2.955   | 98,14%  | 56    | 1,86% | 3.011               | 88,61%              | 3.398               |
| Anse Etoile          | 2.195            | 62,59%           | 1.260      | 35,93%     | 52           | 1,48%        | 3.507   | 97,80%  | 79    | 2,20% | 3.586               | 88,24%              | 4.064               |
| Anse Royale          | 1.505            | 51,65%           | 1.370      | 47,01%     | 39           | 1,34%        | 2.914   | 99,83%  | 5     | 0,17% | 2.919               | 86,49%              | 3.375               |
| Au Cap               | 1.781            | 58,95%           | 1.193      | 39,49%     | 47           | 1,56%        | 3.021   | 98,37%  | 50    | 1,63% | 3.071               | 87,52%              | 3.509               |
| Baie Lazare          | 1.309            | 54,07%           | 1.083      | 44,73%     | 29           | 1,20%        | 2.421   | 97,58%  | 60    | 2,42% | 2.481               | 90,02%              | 2.756               |
| Baie Sainte Anne     | 1.431            | 47,62%           | 1.544      | 51,38%     | 30           | 1,00%        | 3.005   | 98,56%  | 44    | 1,44% | 3.049               | 88,53%              | 3.444               |
| Beau Vallon          | 1.857            | 64,39%           | 979        | 33,94%     | 48           | 1,67%        | 2.884   | 97,33%  | 79    | 2,67% | 2.963               | 86,61%              | 3.421               |
| Bel Air              | 1.132            | 56,89%           | 801        | 40,25%     | 57           | 2,86%        | 1.990   | 98,13%  | 38    | 1,87% | 2.028               | 87,60%              | 2.315               |
| Bel Ombre            | 1.668            | 60,37%           | 1.032      | 37,35%     | 63           | 2,28%        | 2.763   | 97,91%  | 59    | 2,09% | 2.822               | 86,54%              | 3.261               |
| Cascade              | 1.234            | 50,47%           | 1.183      | 48,38%     | 28           | 1,15%        | 2.445   | 98,00%  | 50    | 2,00% | 2.495               | 89,59%              | 2.785               |
| La Riviere Anglaise  | 1.374            | 54,61%           | 1.089      | 43,28%     | 53           | 2,11%        | 2.516   | 97,71%  | 59    | 2,29% | 2.575               | 89,55%              | 2.908               |
| Glacis               | 1.629            | 58,85%           | 1.078      | 38,95%     | 61           | 2,20%        | 2.768   | 97,95%  | 58    | 2,05% | 2.826               | 86,42%              | 3.270               |
| Grand'Anse (Mahe)    | 1.189            | 55,53%           | 922        | 43,06%     | 30           | 1,41%        | 2.141   | 98,08%  | 42    | 1,92% | 2.183               | 88,10%              | 2.478               |
| Grand'Anse (Praslin) | 1.310            | 52,11%           | 1.179      | 46,90%     | 25           | 0,99%        | 2.514   | 99,33%  | 17    | 0,67% | 2.531               | 90,07%              | 2.810               |
| Ile Perseverance     | 1.319            | 47,60%           | 1.404      | 50,67%     | 48           | 1,73%        | 2.771   | 98,05%  | 55    | 1,95% | 2.826               | 91,66%              | 3.083               |
| Islas Exteriores     | 724              | 40,04%           | 1.055      | 58,36%     | 29           | 1,60%        | 1.808   | 98,26%  | 32    | 1,74% | 1.840               | 89,93%              | 2.046               |
| Les Mamelles         | 1.149            | 56,21%           | 859        | 42,03%     | 36           | 1,76%        | 2.044   | 98,08%  | 40    | 1,92% | 2.084               | 89,60%              | 2.326               |
| Mont Buxton          | 1.454            | 58,41%           | 999        | 40,14%     | 36           | 1,45%        | 2.489   | 97,53%  | 63    | 2,47% | 2.552               | 88,55%              | 2.882               |
| Mont Fleuri          | 1.348            | 59,64%           | 885        | 39,17%     | 27           | 1,19%        | 2.260   | 98,01%  | 46    | 1,99% | 2.306               | 87,25%              | 2.643               |
| Plaisance            | 1.489            | 53,56%           | 1.242      | 44,68%     | 49           | 1,76%        | 2.780   | 97,68%  | 66    | 2,32% | 2.846               | 87,38%              | 3.257               |
| Pointe La Rue        | 1.059            | 50,12%           | 1.031      | 48,79%     | 23           | 1,09%        | 2.113   | 98,60%  | 30    | 1,40% | 2.143               | 89,29%              | 2.400               |
| Port Glaud           | 944              | 51,87%           | 847        | 46,54%     | 29           | 1,59%        | 1.820   | 98,06%  | 36    | 1,94% | 1.856               | 92,43%              | 2.008               |
| Roche Caiman         | 861              | 48,67%           | 873        | 49,35%     | 35           | 1,98%        | 1.769   | 98,11%  | 34    | 1,89% | 1.803               | 91,60%              | 1.990               |
| Saint Louis          | 1.332            | 62,27%           | 783        | 36,61%     | 24           | 1,12%        | 2.139   | 97,81%  | 48    | 2,19% | 2.187               | 85,03%              | 2.572               |
| Takamaka             | 1.093            | 52,45%           | 962        | 46,16%     | 29           | 1,39%        | 2.084   | 98,39%  | 34    | 1,61% | 2.118               | 90,94%              | 2.329               |
| Total                | 35.562           | 54,91%           | 28.178     | 43,51%     | 1.021        | 1,58%        | 64.761  | 98,10%  | 1.256 | 1,90% | 66.017              | 88,45               | 74.634              |
| Fuente: ECS          |                  |                  |            |            |              |              |         |         |       |       |                     |                     |                     |

## Reacciones
- Estados Unidos: El Departamento de Estado de los Estados Unidos emitió un comunicado felicitando al gobierno y a la población seychellense por una «elección exitosa».[76][77] Además, el Departamento declaró que «felicita al reverendo Wavel Ramkalawan por su elección y espera ampliar la cooperación en una amplia gama de intereses mutuos».[76][77]

- Francia: El embajador francés en Seychelles, Dominic Mas, emitió un mensaje declarando que «el ganador de estas elecciones es la democracia y felicitamos al pueblo de Seychelles por su logro».[78] Mas declaró que ya había felicitado a Ramkalawan por vía telefónica y que ambos habían acordado reunirse con prontitud para «fortalecer el diálogo bilateral».[78]

- Reino Unido: El Alto Comisionado británico en Seychelles, Patrick Lynch, describió a las elecciones como «un momento histórico» para el país y felicitó a Ramkalawan, elogiando que «el nuevo gobierno ha sido elegido con fuertes y claros compromisos con la democracia y la transparencia y esperamos apoyarlos en esos temas clave».[76]

- China: El portavoz del ministerio de Relaciones Exteriores de la República Popular China, Zhao Lijian, declaró que «China felicita sinceramente al Sr. Ramkalawan por su elección como presidente de Seychelles. Creemos que bajo su liderazgo, el gobierno y el pueblo de Seychelles lograrán nuevos y mayores logros en el camino del desarrollo nacional».[79] Agregó también que Seychelles era un «buen amigo y socio de China en África», y que la amistad tradicional entre ambos países era profunda, asegurando que China estaría dispuesta a «trabajar con Seychelles para consolidar la amistad y la confianza mutua, profundizar la cooperación mutuamente beneficiosa y la coordinación internacional, y elevar las relaciones bilaterales a un nivel superior».[79]

- India: El primer ministro indio Narendra Modi escribió un mensaje de felicitación para Ramkalawan y su partido en Twitter, declarando: «Esperamos que se fortalezca la relación estrecha y tradicional entre la India y Seychelles bajo su liderazgo. Felicitaciones al pueblo de Seychelles por la celebración de elecciones libres, justas y pacíficas. Esta es una victoria para la democracia, un valor común que une India y Seychelles».[76] Por su parte, el Alto Comisionado de la India en Seychelles, Dalbir Singh Suhag, felicitó a la LDS y al propio Ramkalawan por su «victoria histórica».[76]

- Emiratos Árabes Unidos: El presidente de los Emiratos Árabes Unidos y emir de Abu Dabi, Jalifa bin Zayed Al Nahayan, envió una felicitación a Ramkalawan por su elección como presidente,[80] De manera similar se expresaron el primer ministro Mohammed bin Rashid Al Maktoum y el príncipe heredero de Abu Dabi y Comandante Supremo Adjunto de las Fuerzas Armadas, Mohamed bin Zayed Al Nahyan.[80]

- Botsuana: El presidente botsuano Mokgweetsi Masisi, que en el momento de los comicios también ejercía como presidente del Órgano de Cooperación Política, Defensa y Seguridad de la SADC, felicitó a Ramkalawan, a la LDS y al pueblo seychellense por la realización exitosa de las elecciones.[76]

## Consecuencias
Faure reconoció la derrota luego de que el presidente de la Comisión Electoral, Danny Lucas, anunciara los resultados preliminares a las 10:00 de la mañana del 25 de octubre, los cuales daban a Ramkalawan un margen de victoria de once puntos. Tras conocerse estos resultados, el presidente saliente declaró: «hemos escuchado la voz del pueblo de Seychelles que ha decidido. Acepto la decisión y el deseo del pueblo a través de esta elección. Felicito al Sr. Ramkalawan como el recién elegido Presidente de la República de Seychelles y le deseo todo lo mejor». También confirmó que continuaría buscando servir al pueblo de Seychelles y que se mantendría a disposición del nuevo gobierno. Ramkalawan dio un discurso de victoria esa misma mañana agradeciendo a la población por elegirlo como presidente, afirmando que reconocía el contundente resultado en ambas elecciones como «una gran responsabilidad». Ramkalawan declaró que «no había ganadores ni perdedores» y que veía al presidente saliente como «un gran amigo», felicitando a Faure por sus cuatro años de trabajo y afirmando que esperaba su contribución continua «al desarrollo de la patria». La victoria de Ramkalawan fue seguida por celebraciones y manifestaciones de apoyo masivas en el archipiélago, que comenzaron a congregarse poco antes de que se anunciaran los resultados parciales, a las 5:30 de la mañana. Se realizaron caravanas y personas vestidas con los colores de la LDS salieron a la calle, principalmente en las islas de Mahé y Praslin.
Ramkalawan y el vicepresidente electo, Afif, se reunieron con Faure en la Casa del Estado para discutir la transición por la tarde del 25 de octubre. De acuerdo con la constitución de Seychelles, el presidente electo debía prestar juramento el día posterior al anuncio de los resultados. Ramkalawan había criticado durante la campaña este precepto, afirmando que en caso de una victoria opositora el lapso de unos pocos días entre la elección y la juramentación dejaba un margen de maniobra muy bajo para una transición presidencial ordenada. Aunque había intentado exigir la instauración de un plazo formal a la Comisión Electoral, esta había respondido que no le correspondía a dicho organismo decidir sobre asuntos constitucionales. Finalmente, Ramkalawan juró como presidente el 26 de octubre, el día posterior a constatarse los resultados.